# Football Federation of Cambodia
Die Football Federation of Cambodia (Khmer សហព័ន្ធកីឡាបាល់ទាត់កម្ពុជា Sâhâpoănth Keilabăltoăt Kâmpŭchéa) ist der im Jahr 1933 gegründete Fußballverband von Kambodscha. Der Verband organisiert die Spiele der Fußballnationalmannschaft und ist seit 1954 Mitglied im Kontinentalverband AFC sowie Mitglied im Weltverband FIFA. 1996 trat man außerdem der AFF, dem Verband der südostasiatischen Länder bei.

## Herren
- Fußball-Weltmeisterschaft

Teilnahmen: Keine
- Fußball-Asienmeisterschaft

Teilnahmen: Keine
- Fußball-Südostasienmeisterschaft

Teilnahmen: 10
000 1996: Gruppenphase
000 1998: Gruppenphase
000 2000: Gruppenphase
  2002: Gruppenphase
  2004: Gruppenphase
  2007: Gruppenphase
  2008: Gruppenphase
  2016: Gruppenphase
0000002018: Gruppenphase
000 2021: Gruppenphase

## Frauen
- Fußball-Weltmeisterschaft der Frauen

Teilnahmen: Keine
- Fußball-Asienmeisterschaft der Frauen

Teilnahmen: Keine
- Fußball-Südostasienmeisterschaft der Frauen

Teilnahmen: 2
000 2018: Gruppenphase
000 2019: Gruppenphase